# Otophorus
Otophorus (Mulsant, 1842), è un genere di coleotteri  della famiglia degli Scarabaeidae (sottofamiglia Aphodiinae).

## Descrizione
I coleotteri appartenenti al genere Otophorus condividono i seguenti caratteri: 
- Sono specie di piccole dimensioni, da 4 a 5 millimetri; corpo convesso e glabro; di colore nero, le elitre a volte hanno l'omero rossastro o lo sono interamente.
- Il capo ha epistoma gibboso e punteggiato distintamente; il clipeo è arrotondato ai lati, con un robusto orlo glabro e rilevato.
- Le guance o gonae sono di poco più sporgenti degli occhi e con corte ciglia; la sutura frontale ha tre tubercoli.
- Il pronoto è convesso, lucido, poco trasverso e punteggiato; ha i lati arrotondati con orlo cigliato. La base del pronoto è orlata.
- Lo scutello ha forma triangolare allungata, alquanto grande.
- Le elitre sono corte e parallele ai lati; hanno strie larghe, molto punteggiate e crenulate; gli intervalli sono piani e pieni di punti.
- Le protibie sono tridentate al margine esterno nel senso distale, debolmente serrulate nel senso prossimale; sulla faccia superiore hanno punti distribuiti in ordine sparso.
- Le metatibie, sulla faccia esterna, hanno carene distinte trasverse con una corona di spinule corte e della stessa lunghezza.
- Il pigidio è alquanto glabro e molto punteggiato in superficie.
- Il dimorfismo sessuale è evidenziato nei maschi dai tubercoli della sutura frontale più elevati, dal pronoto con punteggiatura in superficie.
- L'edeago è sclerificato con parameri arrotondati verso l'apice.
- L'epifaringe è molto arrotondata ai lati e dritta.
- L'epitorma ha forma subcilindrica anteriormente e più larga alla base.
- La corypha presenta poche spiculae robuste verso l'apice, e quelle laterali allungate.
- Le prophobae sono fitte e irregolarmente distribuite.
- Le chaetopariae sono disposte in ordine fitto e abbastanza robuste.

## Distribuzione
È un genere diffuso nella regione olartica e nella zona di transizione messicana.

## Tassonomia
Attualmente (anno 2006) il genere comprende 1 specie reperita anche in territorio italiano:
- Otophorus haemorroidalis